# Columbus (Minnesota)
Columbus ist eine City in Anoka County, Minnesota, USA. Das U.S. Census Bureau hat bei der Volkszählung 2020 eine Einwohnerzahl von 4.159 ermittelt.

## Geschichte
1856 wurde das  Columbus Township gebildet, bis Columbus am 21. September 2006 als Stadt gegründet wurde. Dies geschah als Reaktion auf Bedenken, dass die benachbarte Stadt Forest Lake plane, einige Teile des Townships annektieren zu wollen.
Im April 2008 wurde in Columbus die 5/8-Meilen-Pferderennbahn Running Aces Harness Park eröffnet.
Der erste Bürgermeister von Columbus, Mel Mettler, wurde im November 2008 wiedergewählt. Er amtierte bis 2010 und war vor seiner Bürgermeisterzeit  Planungsbeauftragter, Stadtratsmitglied und Stadtratsvorsitzender. Auf ihn folgte Dave Povolny. Bürgermeister ist seit 2018 Jesse Preiner.

## Geografie
Die Stadt hat laut dem United States Census Bureau eine Gesamtfläche von 47,27 Quadratmeilen (123,70 km²), wovon 44,92 Quadratmeilen (116,34 km²) Land und 2,84 Quadratmeilen (7,36 km²) Wasser sind.
Die wichtigsten Straßen in der Gemeinde sind die Anoka County Roads 18, 19, 23, 54 und 62. Im Südosten von Columbus teilt sich die Interstate 35 in die Interstates 35E und 35W. Die Anschlussstelle wird allgemein als Forest Lake Split bezeichnet, nach dem die östlich davon gelegene Stadt benannt wurde.
Der Fluss Rice Creek fließt durch die Stadt. Im Norden und im Westen von Columbus befindet sich das Carlos Avery Wildlife Area.
Orte, die sich in der Nähe befinden, sind Forest Lake, Lino Lakes, Ham Lake, East Bethel und Wyoming.

### Volkszählung 2010
Laut der Volkszählung von 2010 lebten 3914 Menschen in 1416 Haushalten in der Stadt und es gab 1119 Familien. Die Bevölkerungsdichte lag bei 87,1 Einwohner pro Quadratmeile (33,6/km2). Insgesamt gab es 1464 Wohneinheiten mit einer durchschnittlichen Dichte von 32,6 pro Quadratmeile (12,6/km2). Die ethnische Verteilung der Bevölkerung der Stadt bestand aus 93,6 % Weißen, 0,7 % Afroamerikanern, 0,06 % amerikanischen Ureinwohnern, 3,6 % Asiaten, 0,1 % aus Pazifischen Insulanern, 0,2 % aus anderen ethnischen Gruppen und 1,2 % stammten von zwei oder mehr Rassen ab. Der Anteil der Hispanics oder Latinos an der Bevölkerung lag bei 1,6 %.